# Antoine Erbani
Pour les articles homonymes, voir Erbani.
Pas d'image ? Cliquez ici

a Compétitions nationales et continentales officielles uniquement.

b Matchs officiels uniquement.
Dernière mise à jour le 15 juillet 2025.
Antoine Erbani, né le 7 février 1990 à Agen, est un joueur français de rugby à XV évoluant au poste de troisième ligne.
Il est le fils de Dominique Erbani, ancien joueur international français du rugby à XV et ancien capitaine du SU Agen.

## Carrière

### Formation
Antoine Erbani porte le maillot du SU Agen dès la catégorie junior jusqu'au niveau professionnel, mais ses débuts se sont faits dans le petit club de l'Amicale sportive eymetoise en Dordogne et passe également par l'US Bergerac avant de partie pour Agen.

### En club
En 2016, il est nommé capitaine du SU Agen. En février 2017, il prolonge son contrat avec le club jusqu'en 2019.
En 2018, il annonce qu'il n'honorera pas sa dernière année de contrat (celui-ci expirant en 2019 ). Il s'engage pour trois ans en faveur de la Section paloise. En 2021, il s'engage pour deux saisons au Biarritz olympique, promu en Top 14. Après une saison, il retourne finalement au SU Agen. Il met un terme à sa carrière de joueur en juin 2024,.

### En équipe nationale
Antoine Erbani participe en 2010 au Tournoi des Six Nations des moins de 20 ans puis au Championnat du monde junior avec l'équipe de France des moins de 20 ans.
En juin 2017, il est sélectionné pour jouer avec les Barbarians français qui affrontent l'équipe d'Afrique du Sud A les 16 et 23 juin en Afrique du Sud. Pas utilisé lors du premier match puis titulaire pour le second, les Baa-baas s'inclinent 36 à 28 à Durban puis 48 à 28 à Soweto.

## Palmarès
- Vainqueur de la finale d'accession en Top 14 avec le SU Agen contre Mont-de-Marsan en 2015
- Vainqueur de la finale d'accession en Top 14 avec le SU Agen contre Montauban en 2017
- Finaliste du Championnat de France espoirs contre Montpellier en 2013
- Champion de France Crabos en 2009